# Caserío Nueve
Caserío Nueve (auch: Villa Unificada Caserío Nueve) ist eine Ortschaft im Departamento La Paz im südamerikanischen Andenstaat Bolivien.

## Lage im Nahraum
Caserío Nueve liegt in der Provinz Caranavi und ist der viertgrößte Ort im Municipio Alto Beni. Die Ortschaft liegt auf einer Höhe von 545 m in den nordwestlichen Ausläufern der Cordillera de Cocapata am linken, westlichen Ufer des Río Piquendo, der flussabwärts zum Río Beni fließt.

## Geographie
Caserío Nueve liegt im Übergangsbereich zwischen dem andinen Altiplano und dem bolivianischen Tiefland. Das Klima ist ein typisches Tageszeitenklima, bei dem die mittleren Temperaturschwankungen im Tagesverlauf deutlicher ausfallen als im Jahresverlauf.
Die Jahresdurchschnittstemperatur liegt bei 25,5 °C und schwankt im Jahresverlauf nur unwesentlich zwischen 23 °C im Juni/Juli und 27 °C im November/Dezember (siehe Klimadiagramm Caranavi). Der Jahresniederschlag erreicht eine Höhe von fast 1500 mm, und bis auf eine kurze Trockenzeit im Juni/Juli ist das Klima ganzjährig feucht mit Monatsniederschlägen von über 200 mm von Dezember bis Februar.

## Verkehrsnetz
Caserío Nueve liegt in einer Entfernung von 220 Straßenkilometern nordöstlich von La Paz, der Hauptstadt des gleichnamigen Departamentos.
Von La Paz führt die Nationalstraße Ruta 3 über Coroico und Caranavi in nordöstlicher Richtung vorbei an Bella Vista und Caserío Nueve bis zur Brücke über den Río Alto Beni.

## Bevölkerung
Die Einwohnerzahl des Ortes ist in dem Jahrzehnt zwischen den beiden letzten Volkszählungen auf mehr als das Dreifache angestiegen:
| Jahr | Einwohner         | Quelle       |
| ---- | ----------------- | ------------ |
| 1992 | keine Detaildaten | Volkszählung |
| 2001 | 101               | Volkszählung |
| 2012 | 336               | Volkszählung |
| 2024 |                   | Volkszählung |

Die Region weist einen hohen Anteil an Aymara-Bevölkerung auf, in der Provinz Caranavi sprechen 57,8 Prozent der Bevölkerung Aymara.